# RichGirl
RichGirl foi um girl group estadunidense formado em Atlanta, Geórgia. O grupo foi criado em 2007 e era composto por quatro membros: Audra Simmons, Christina "Brave" Williams, Kristal "Lyndriette" Smith e Amber "SeVen" Streeter. Embora o grupo nunca tenha lançado um álbum de estreia completo, elas começaram a desenvolver um em 2009. O álbum viu o lançamento de um single promocional intitulado "24", com Bun B e dois singles oficiais, "He Ain't wit Me Now (Tho)" e "Swagger Right". Após tentativas malsucedidas de entrar nas paradas, as garotas lançaram seu único projeto, uma mixtape intitulada Fall in Love with RichGirl. A banda mais tarde se desfez, depois que todas as membros preferiram seguir carreiras individuais em diferentes empreendimentos.

## Discografia

### Álbuns
| Ano  | Título                                    | Posição | Vendas    |
| ---- | ----------------------------------------- | ------- | --------- |
| 2010 | RichGirl - Formatos: CD, Digital Download | TBR     | - Vendas: |

### EPs
| Ano  | Informação                                                     |
| ---- | -------------------------------------------------------------- |
| 2009 | RichGirl EP - Primeiro EP - Lançamento: 9 de Setembro de ´2009 |

### Singles
| Ano  | Título                      | Paradas | Paradas | Paradas        | Álbum     |
| Ano  | Título                      | EUA     | EUA R&B | EUA Club Dance | Álbum     |
| ---- | --------------------------- | ------- | ------- | -------------- | --------- |
| 2008 | "24's" (feat. Bun B.)       | -       | 83      | -              | Rich Girl |
| 2009 | "He Ain't wit Me Now (Tho)" | -       | 96      | 31             | Rich Girl |
| 2010 | "Turn 'Em Up"               | -       | -       | -              | Rich Girl |

### Participações
| Ano  | Canção                        | Álbum      |
| ---- | ----------------------------- | ---------- |
| 2010 | "Perfume" (feat. Chris Brown) | In My Zone |